# Wailua Falls
Wailua Falls – wodospad na rzece Wailua River na wyspie Kauaʻi w archipelagu Hawaje.
Wodospad znajduje się na terenie parku Wailua River State Park po wschodniej stronie wyspy Kauaʻi, na północ od Līhuʻe. Znajduje się na rzece Wailua River, która spada swobodnie dwiema strugami z kamiennego progu na wysokości ok. 24 m. Podawane są też inne wysokości w zależności od ilości wody spływającej korytem rzeki od strony gór.